# Pseudoterpna bilineata
Pseudoterpna bilineata là một loài bướm đêm trong họ Geometridae.